# 企画工場なりあがり
企画工場なりあがり（きかくこうじょうなりあがり）は、2005年4月5日から12月15日までTBS系の一部のテレビ局で放送されていた単発特別番組枠。

## 概要
TBSでは毎週火曜日 - 木曜日24:55 - 25:25の放送で、ひとつの企画につき2週放送された。司会はTBSアナウンサーが務めた。単発特別番組枠としては珍しい帯番組となっている。
しかし帯番組で放送したため、4月から10月の野球中継の期間放送時間が延長などの理由で翌日の放送が深夜2時を過ぎたりした。そのため同じ企画で視聴率がバラバラになることが多かった。
公式ホームページに記載してあるように、この番組の目標はゴールデンタイムの新番組を作ることにあった。ほとんどの企画は深夜番組向けで、下ネタも多かったため、ゴールデン向けの番組は少なかった。主にクイズ番組の企画が多かった。実際にこの枠から単発ゴールデンに進出した番組は「放送ヲ阻止セヨ」と「へいきんち」の2本のみだった。

## 放送された番組
日付はすべて2005年にTBSで放送されたときの物。
- プライス4：4月5日 - 4月14日
提示された値段が同じ4品の値段を当てるクイズ
- KASETSU：4月19日 - 4月28日
様々な仮説を紹介していく番組
- 100げっちゅ〜：5月3日 - 5月12日
様々なものの数字を足し引きして、合計値を100に近づける
- ザ・フィックス：5月17日 - 5月26日
ゲストに関連するランキングを出題。ゲストは、解答者にランキングのベスト3を順番どおりに当てられなければ賞金を獲得
2005年8月3日に放送するプロ野球中継の雨傘番組としてゴールデンの特別番組が製作されたが、予定通り野球が放送されたため、お蔵入りになった。後の2006年1月3日に「世界ランキングクイズ〜ザ・フィックス〜」（15:00 - 16:24）が放送された。
- 華のガキ国会：5月31日 - 6月9日

未成年たちの模擬国会。
- キズナ：6月14日 - 6月23日
- ジョーズ：6月28日 - 7月7日
徐々に上手になっていく絵等を見て、何を描いたりしているのかを当てる
「クイズ どんなMONだい?!」に類似したフォーマット
- 放送ヲ阻止セヨ：7月12日 - 7月21日
2006年1月5日に「ザ・放送ヲ阻止セヨ!!これ知られたら芸能界明日から生きてけない絶体絶命スペシャル!」（21:00 - 22:54 全国ネット 関東視聴率14.4%）が放送された。好評だったため、2006年3月29日に「ザ・放送ヲ阻止セヨ!!これ知られたら芸能界明日から生きてけない絶体絶命スペシャル2」（18:55 - 20:54 全国ネット 関東視聴率10.9%）が放送された。
2007年1月9日21:00 - 22:48に「ザ・放送ヲ阻止セヨ!!これ知られたら芸能界明日から生きてけない絶体絶命スペシャル!」が放送(21:00 - 22:54 全国ネット 関東視聴率9.9%)
- 連想クイズ・ニューロン：7月26日 - 8月4日
解答者が各々持っているカードに書かれている言葉から連想されるものを当てるクイズ
- 実況ちゃんねる。：8月16日 - 8月25日

2ちゃんねるの実況板を模した企画。番組放送時間中2ちゃんねるの「実況ch 番組ch(TBS)」では不評の嵐だった。
- チャプター100：8月30日 - 9月8日
あるテーマに沿った100個の事柄を暗記した後、そこから出題される問題に答えていく
- ロンブン：9月13日 - 9月22日
- メル恋：9月27日 - 10月6日
- O to 9（オー・トゥー・ナイン）：10月11日 - 10月20日
ギャンブルゲームの「レッドドッグ」を基にしたゲーム番組
- クイズ!アソシエーター：10月25日 - 11月3日
出題された数問のクイズの正解から連想されるものを当てる
- へいきんち：11月8日 - 11月17日

あるものの平均値より上か下かがわかる企画。『アップダウンクイズ』のゴンドラのようなものが「<名前>UP! (DOWN!，KEEP!)」と上下していた。
- ザ・カゼオケSHOW：11月22日 - 12月1日

「風が吹けば桶屋が儲かる」を題材としたクイズ番組。
- ブチギレ!コロシアム：12月6日 - 12月15日